# مقاطعة وارين (فيرجينيا)
 مقاطعة وارين  (بالإنجليزية:  Warren County)‏ هي إحدى المقاطعات في ولاية فيرجينيا في الولايات المتحدة الأمريكية.

## أعلام
- جون نيومان إدواردز
- توماس الكسندر هاريس
- سميث إس. تورنر